# 711

## Събития
- По молба на император Юстиниян II Риномет хан Тервел му изпраща отряд от 3000 конници, които да му помогнат в борбата с вътрешните му врагове. Юстиниян II Риномет е убит заедно с 11-годишния му син Тибериус, а българският отряд се връща безпрепятствено.

## Починали
- Юстиниан II, византийски император, на 11 декември 711 или (4 ноември) е убит в Даматрис.
- Тибериус, 11-годишен, е убит на 11 декември 711 пред църквата Св. Мария. Той (* 704) е син на Юстиниан II и Теодора от Казан, дъщеря на хан Аспарух